# 布斯卡
布斯卡（義大利語：Busca），是意大利库内奥省的一个市镇。总面积65平方公里，人口9986人，人口密度153.6人/平方公里（2009年）。ISTAT代码为004034。

## 友好城市
- 阿根廷San Marcos Sud（西班牙语：San Marcos Sud）
- 阿根廷Cruz Alta（西班牙语：Cruz Alta (Córdoba)）